# Каліман Павло Авксентійович
Павло Авксентійович Каліман (7 квітня 1930 — 2 березня 2021) — український учений-біохімік. Доктор біологічних наук, професор. Академік АН ВШ України з 2000 р.

## Біографія
Народився в с. Литвяки на Полтавщині. Після закінчення в 1946 р. Ромоданівської середньої школи вступив до Харківського університету, біологічний факультет якого закінчив у 1951 р. У 1952 р. став працювати асистентом, а згодом, після захисту кандидатської (1957) та докторської (1966) дисертацій — доцентом і професором кафедри біохімії Харківського держ. медичного інституту (нині — Харківський державний медичний університет).
У 1968—1971 рр. перебував у службовому відрядженні в Республіці Куба для підготовки національних кадрів у Національному центрі наукових досліджень Гаванського університету. З 1973 р. працює завідувачем кафедри біохімії ХНУ ім. В. Каразіна. З 2004 р. — професор кафедри біохімії. Тут були розроблені нові навчальні плани, і з 1974 р. розпочалась підготовка фахівців-біохіміків не лише для України, а і для країн близького та далекого зарубіжжя. В 1975—1978 рр. за сумісництвом — декан біологічного факультету ХДУ. З 1976 р. по 1998 р. очолював спеціалізовану вчену раду з захисту дисертацій за спеціальностями «біохімія» та «фізіологія».

## Наукова діяльність
Наукові інтереси охоплюють вивчення гормональніх механізмів регуляції метаболізму в нормі, при експериментальних патологіях та в процесі онтогенезу. Створив і очолив новий науковий напрям з вивчення молекулярних механізмів регуляції ферментів в екстремальних умовах, який є одним із розділів екологічної біохімії.
Підготував 35 кандидатів та одного доктора біологічних наук.
Автор 300 наукових робіт, серед яких 5 свідоцтв про винаходи. Співавтор підручника для вищої школи «Биохимия животных» (1982), монографії «Механизмы регуляции ферментов в онтогенезе» (1978), декількох навчальних посібників, серед яких «Основи біології клітини» (2000) та « Хімічні взаємодії в живій природі» (2000).
Член редакційної колегії «Українського біохімічного журналу», член редакційних рад наукових журналів «Медична хімія» та «Кріобіологія і кріомедицина», голова Харківського відділення Українського біохімічного товариства, почесний член Українського біохімічного товариства.
Відмінник освіти України. Заслужений професор Харківського національного університету ім. В. Каразіна.